# La habitación de Fermat
La habitación de Fermat es una película española de thriller de 2007 dirigida por Luis Piedrahíta y Rodrigo Sopeña protagonizada por Alejo Sauras, Santi Millán, Lluís Homar, Elena Ballesteros y Federico Luppi. Es la ópera prima de los dos realizadores.

## Argumento
Un joven, cuyo seudónimo es Galois, está esperando que llegue el 20 de febrero para presentar su demostración de la Conjetura de Goldbach. Mientras explica en qué consiste la conjetura de Goldbach a unas amigas, unos chicos lo llaman para que Galois suba a su habitación. Al llegar lo encuentra todo destrozado: algún misterioso personaje ha saboteado la demostración.
Cuatro meses después, otro personaje (conocido como Hilbert), mientras juega al ajedrez, comenta a su amigo médico que hace tiempo intentó suicidarse. También le dice que ha recibido una carta en la que le invitan a pasar un fin de semana con las mentes matemáticas más ingeniosas del país, con el pretexto de resolver un gran enigma. Para ello es necesario que descubra en qué orden están los números: 5-4-2-9-8-6-7-3-1
Pascal, seudónimo por el que se conoce al tercer personaje, recibe la misma carta. Se encuentra pensando el acertijo en una biblioteca. Tras muchas horas intentando resolverlo se da por vencido y rompe la hoja. Pero la bibliotecaria le dice que los libros que use los deje en su orden alfabético. La palabra "alfabético" resulta ser una pista fundamental y tras leer la palabra "orden" inmediatamente obtiene la respuesta: Cinco. Cuatro. Dos. Nueve. Ocho. Seis. Siete. Tres. Uno. Los números estaban colocados por orden alfabético. Pascal envía el resultado al apartado de Correos 325 y recibe una segunda carta en la que le cita para que acuda a un lugar. Cuando Pascal llega a ese lugar no hay nadie. Después de él llega Oliva, una joven de 26 años, que había recibido la misma carta. A continuación, llegan Galois e Hilbert en el mismo coche, ya que a este último se la había averiado el suyo en la carretera. El lugar está junto a un enorme lago.
A las 19:00, las luces de un coche parpadean en la otra orilla. Encuentran una barca (con el nombre de Pitágoras) y cruzan el lago. Se montan en el coche y mediante una agenda PDA encuentran el lugar donde se va a producir la reunión: un almacén de grano. Entran en ella y llegan a una habitación bellamente decorada, dispone de todo lo que Hilbert fue echando en falta en medio de aquel ruinoso edificio.
Después de un rato esperando, llega el esperado anfitrión: Fermat. Cenan y después de ello Fermat recibe una llamada telefónica del hospital. Únicamente le dicen: «Buenas noches, señor Naranjo, le llamo del hospital. Un momento, por favor». Dado que él tiene a su hija en coma, abandona apresuradamente la reunión para dirigirse hasta el hospital. Olvida su chaqueta y Pascal corre para devolvérsela, pero él ya se ha marchado y Pascal ve una foto que lo deja traumado. Ya de vuelta los cuatro en la habitación se les formulan una  serie de acertijos mediante la PDA. Si no los aciertan en menos de un minuto la habitación empieza a encoger.
Hilbert, Oliva y Galois trabajan en el primer problema pero superan el plazo. Pascal lo considera un viejo cliché y lo resuelve fácilmente. Los muros se contraen cuando se supera el plazo. Pascal encuentra un pedido de venta para cuatro prensas industriales. El grupo intuye que las prensas están preparadas para comprimir la habitación cada vez que no logran resolver un rompecabezas en el tiempo límite. La puerta ha sido bloqueada y no hay escapatoria. Pascal revela que todos van a morir por su culpa ya que él atropelló dejando en coma a la hija de Fermat, ya que la reconoció en la foto, Propone que Fermat intenta matarlo en venganza y que los demás son víctimas colaterales. La PDA muestra periódicamente nuevos acertijos. Pascal se da cuenta de que los verdaderos Oliva, Galois, Fermat y Pascal murieron a la misma edad que la edad actual de los invitados que usaban esos nombres. Apilan los muebles en la habitación para sostener las paredes móviles, pero los muebles se rompen a medida que las paredes continúan contrayéndose. Mientras los ocupantes de la habitación trabajan para resolver los acertijos, se revela que Oliva y Galois tenían una historia romántica y que Oliva lo engañó con Hilbert.
Cuando descubren una invitación dirigida a Fermat con instrucciones diferentes a las suyas, se dan cuenta de que, después de todo, Fermat no era su anfitrión, sino otro peón del verdadero anfitrión; Si se trata de un complot de venganza, la persona que desea vengarse querrá que suceda. Como no hay cámaras ni miradores visibles, la persona que intenta matarlos debe estar en la habitación con ellos.
Galois, que anteriormente llamó la atención de la prensa por supuestamente demostrar la conjetura de Goldbach , confiesa que mintió para recuperar a Oliva; el publicitado sabotaje de su presentación fue organizado para ocultar su fracaso. Hilbert revela que él es el cerebro, que ha pasado toda su vida profesional tratando de probar la conjetura de Goldbach y que estaba increíblemente celoso de que Galois se le adelantara en la prueba; organizó esta "convención" para vengarse. Fermat era un pobre hombre que fue llevado al hospital a base de mentiras por Hilbert y que morirá cuando se libere gas venenoso indetectable en su automóvil.
Hilbert anuncia que ha conseguido demostrar a Goldbach. Le entrega una carpeta a Galois. Galois admite que la prueba de Hilbert es brillante. Frustrado por su juego de venganza, Galois se enoja y golpea a Hilbert, dejándolo inconsciente. Pascal se da cuenta de que los verdaderos Oliva, Galois, Fermat y Pascal murieron a la misma edad que la edad actual de los invitados que usaban esos nombres, pero el verdadero Hilbert murió a los 81 años, mucho mayor que el hombre inconsciente que tenía delante. Concluyen en que Hilbert tenía un plan de escape y no tenía intención de morir con ellos. Los tres encuentran un panel de pared rompible y escapan con la prueba de Hilbert.
Cuando regresan a sus autos, Galois tiene dudas sobre publicar la solución de Hilbert: publicarla bajo el nombre de Hilbert le permitiría "ganar", mientras que publicarla bajo su propio nombre no sería ético pero resolvería sus problemas profesionales. Pascal toma la carpeta y tira las páginas al río, comentando que el mundo sigue siendo el mismo con o sin pruebas.

## Producción
Es la primera película de Luis Piedrahíta y Rodrigo Sopeña. Las tres canciones que suenan en la película son obra del grupo granadino Los Planetas. Gran parte de la trama principal hace referencia a la llamada conjetura de Goldbach, que plantea que cualquier número par mayor que 2 puede descomponerse como la suma de dos números primos.
El film realiza un pequeño guiño a la serie Lost. En la escena en la que se rompe la PDA, pone en la pantalla "Number Error" y, a continuación, los números que aparecen son precisamente los de dicha serie: 4 8 15 16 23 42.

## Premios y nominaciones
- Premio del público al mejor largometraje en la XVII Semana Internacional de Cine Fantástico de Málaga.
- Premio del jurado joven al mejor largometraje en la XVII Semana Internacional de Cine Fantástico de Málaga.
- Sección Oficial Fantastic a Concurso en el 40 Festival Internacional de Cine Fantástico de Sitges.
- Película inaugural I Festival de cine español Tánger-Málaga.
- Nominada a mejor película en el Festival de Cine de Sitges